# Ploéven
Ploéven é uma comuna francesa na região administrativa da Bretanha, no departamento Finisterra. Estende-se por uma área de 13,24 km². Em 2010 a comuna tinha 533 habitantes (densidade: 40,3 hab./km²).